# Hinrich Lohse

Hinrich Lohse (um 1938)

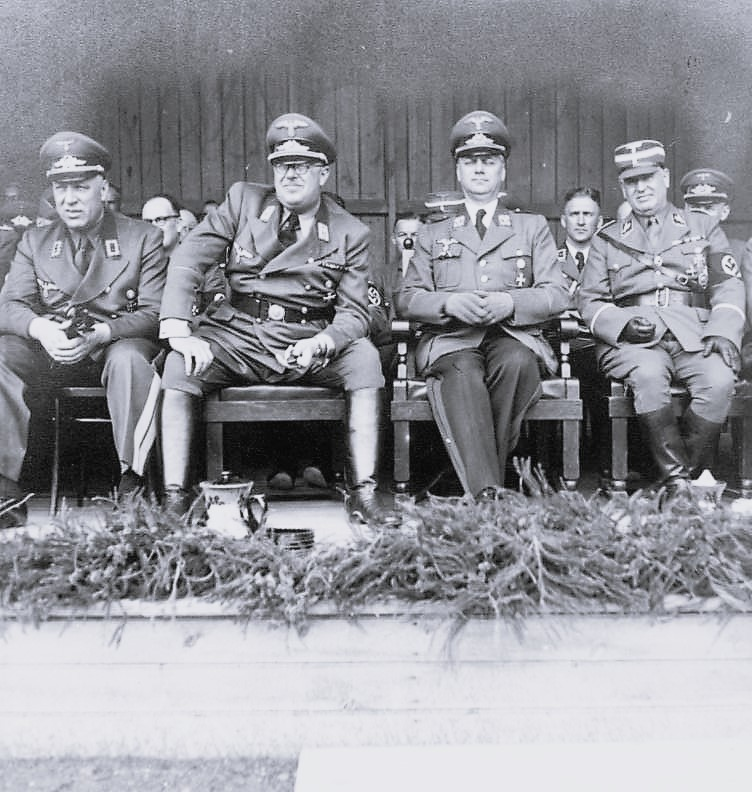
Von links nach rechts: Otto-Heinrich Drechsler, Hinrich Lohse, Alfred Rosenberg und Walter-Eberhard von Medem während einer Veranstaltung in der Ruine des Schlosses von Doblen (1942)

Hinrich Lohse (* 2. September 1896 in Mühlenbarbek; † 25. Februar 1964 ebenda) war ein deutscher Kaufmann, Bankangestellter und nationalsozialistischer Politiker. Von 1925 bis 1945 war er Gauleiter in Schleswig-Holstein. Von 1933 bis 1945 war er Oberpräsident der Provinz Schleswig-Holstein. Damit bekleidete er das höchste Amt in der Provinz während des „Dritten Reichs“. Von Juli 1941 bis Dezember 1944 stand er außerdem an der Spitze der Zivilverwaltung im Reichskommissariat Ostland. In dieser Position war er einer der Hauptverantwortlichen für den im Zweiten Weltkrieg von den Nationalsozialisten begangenen Völkermord, insbesondere hinsichtlich des Genozids an der jüdischen Bevölkerung. Seine Dienststelle mit Sitz in Riga unterstand unmittelbar dem Reichsministerium für die besetzten Ostgebiete, das unter der Führung des NS-Chefideologen Alfred Rosenberg stand. Er wurde nach dem Krieg von deutschen Behörden für seine Verbrechen nicht zur Verantwortung gezogen.

## Herkunft und Jugend
Der gelernte Kaufmann stammte aus einer kleinbäuerlichen Familie. Von 1903 bis 1912 besuchte er in seinem Heimatort Mühlenbarbek in Schleswig-Holstein die Volksschule, anschließend die höhere Handelsschule. 1913 arbeitete Hinrich Lohse als Angestellter in der Werft Blohm & Voss in Hamburg. Während des Ersten Weltkrieges diente er vom 23. September 1915 bis zu seiner Entlassung am 30. Oktober 1916, die aufgrund einer Kriegsverletzung erfolgte, im Heer.

## Weimarer Republik

### Regionaler Karrierestart
Hinrich Lohse war seit 1919 zunächst Mitarbeiter des Schleswig-Holsteinschen Bauernvereines, dann ab 1920 Generalsekretär der Schleswig-Holsteinischen Bauern- und Landarbeiterdemokratie, die sich kurze Zeit später in Schleswig-Holsteinische Landespartei umbenannte. Ab 1921 arbeitete er als Bankangestellter in Altona.

### Karriere in der NSDAP
1923 trat er der NSDAP bei, deren Altonaer Ortsgruppe er unter anderem mit Emil Brix und Paul Moder aufbaute. 1924, während des NSDAP-Verbots, wurde er auf der Listenverbindung Völkisch-Sozialer Block in das Stadtverordnetenkollegium von Altona/Elbe gewählt. Die Tätigkeit als Stadtverordneter von Altona übte er zwischen 1924 und 1928 aus.
Im Juli 1924 lernte Lohse den NS-Chefideologen Alfred Rosenberg kennen. Es entstand eine langjährige, enge politische Verbindung, die bis zum Kriegsende und dem Zerfall des nationalsozialistischen Regimes im Jahre 1945 anhielt.
Nach Wiederzulassung der NSDAP und Gründung des Gaues Schleswig-Holstein (am 1. März 1925 in Neumünster) wurde Lohse am 27. März 1925 dessen Gauleiter; eine Stellung, die er bis zum Ende des Dritten Reiches innehatte. In den 1920er Jahren überführte er verschiedene national orientierte bäuerliche Verbände aus Norddeutschland in die NSDAP.
Im Februar 1926 fand – infolge der Auseinandersetzungen um die Brüder Otto Strasser und Gregor Strasser – die Bamberger Führertagung statt, an der auch Hinrich Lohse teilnahm. Weitere Teilnehmer dieser Tagung waren Joseph Goebbels, Gregor Strasser, Theodor Vahlen, Bernhard Rust, Joseph Klant, Karl Ernst und Hans Severus Ziegler. Dort musste der linke Flügel der Partei unter Gregor Strasser und Joseph Goebbels seine Programmforderungen zurückziehen. Adolf Hitler ging gestärkt aus dieser Auseinandersetzung hervor, vereinte die Parteiflügel und wurde alleiniger Führer der NSDAP. Mit der wenig später verabschiedeten Parteisatzung vom 22. Mai 1926 war der Sieg über die Strasser-Gruppe vollkommen.
1928 wurde Lohse Gauleiter der Nationalsozialistischen Gesellschaft für Deutsche Kultur (NGDK), einer von Alfred Rosenberg gegründeten völkisch-politischen Organisation, die kurze Zeit später in Kampfbund für deutsche Kultur (KfdK) umbenannt wurde.
In den Jahren 1928/29 verwaltete Lohse zeitweilig auch den NSDAP-Gau Hamburg. Von 1928 bis 1933 war er Mitglied des Preußischen Landtages und dort von 1932 bis 1933 stellvertretender Vorsitzender der NSDAP-Fraktion. Bei der Reichstagswahl im Juli 1932 wurde er als Kandidat der NSDAP für den Wahlkreis Schleswig-Holstein in den Reichstag gewählt, schied aber bereits am 2. September 1932 aus diesem aus.

## Nationalsozialismus

### Politische Aktivitäten in der NSDAP und Schleswig-Holstein
Lohse war unumschränkter Herrscher in Schleswig-Holstein. Kurz nach der „Machtübernahme“ der Nationalsozialisten wurde er am 25. März 1933 zum Oberpräsidenten der Provinz Schleswig-Holstein ernannt und erhielt am 15. September 1933 die Ernennung zum Preußischen Staatsrat. Seit dem 12. November 1933 war er erneut Mitglied des Reichstages und blieb dies bis 1945.
1934 wurde Lohse SA-Gruppenführer, 1943 SA-Obergruppenführer. 1939 wurde er, wie alle Gauleiter zu diesem Zeitpunkt, zum Reichsverteidigungskommissar ernannt. 1937 hatte ihn das Altonaer Stadtverordnetenkollegium, kurz vor dem Erlass des Gesetzes über die Eingemeindung Altonas nach Hamburg, zum Ehrenbürger der Stadt gekürt und die Königstraße in Hinrich-Lohse-Straße umbenannt. Beide Maßnahmen wurden nach der Befreiung 1945 rückgängig gemacht. Von 1933 bis 1945 war Lohse von Hitler zum Mitglied des deutschen Reichstags bestimmt worden.
Als Hinrich Lohse 1941 zum Reichskommissar für das Ostland ernannt wurde, behielt er seine Positionen als Oberpräsident der Provinz Schleswig-Holstein und Gauleiter bei. Zwischen 1941 und Herbst 1944 pendelte er zwischen Riga und Kiel, um beide Ämter abwechselnd ausüben zu können. Während seiner Aufenthalte in Riga wurde Lohse in Kiel von dem Gaugeschäftsführer (1941 bis 1945) Werner Stiehr vertreten.

### Chef der Nordischen Gesellschaft

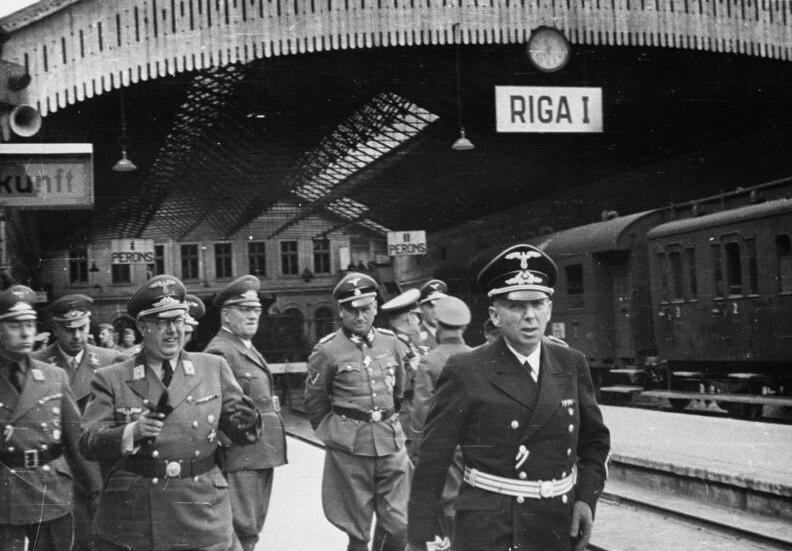
Ankunft von Hinrich Lohse (vorne links) und Offizieren am Bahnhof von Riga, 1944.

Am 2. Juni 1934 wurde die seit 1921 bestehende Nordische Gesellschaft, für die eine als „nordisch“ definierte Rasse der Inbegriff der „germanisch-deutschen“ Kulturüberlegenheit war, dem Außenpolitischen Amt (APA) von Alfred Rosenberg unterstellt. Noch am selben Tag übernahm Hinrich Lohse den Vorsitz dieser Gesellschaft. Diese Chefposition behielt er bis 1945 bei.
Zum „großen Rat“ dieser Gesellschaft gehörten neben Hinrich Lohse auch Heinrich Himmler und Walther Darré. Neben Presse- und Wirtschaftsdiensten veröffentlichte die Nordische Gesellschaft die Monatszeitschrift Der Norden sowie die von Hans F. K. Günther herausgegebene Zeitschrift Die Rasse.
Im Oktober 1935 verfasste Rosenberg einen Tätigkeitsbericht seines APA, aus dem ersichtlich wird, dass er und Hinrich Lohse mit der Nordischen Gesellschaft vor allem politische Ziele mit internationalistischer Ausrichtung verfolgt haben. Dem Bericht ist unter anderen zu entnehmen:

„Handelspolitisch sind meines Erachtens viel mehr Unterlassungssünden begangen worden und so hat sich das A.P.A bewußt mehr auf die kulturpolitischen Aufgaben beschränkt. Zu diesem Zweck hat es die Nordische Gesellschaft ausgebaut, die früher kleine Gesellschaft ist in diesen 2 Jahren der Betreuung durch das A.P.A. zu einer entscheidenden Vermittlungsstelle der gesamten deutsch-skandinavischen Beziehungen geworden. Ihr Leiter (Lohse) ist vom A.P.A. bestimmt, die Kontore in allen Gauen werden vom entsprechenden Gauleiter geleitet. Mit Wirtschaftsgruppen und anderen Organisationen und Gliederungen der Partei, die nach Skandinavien hin Beziehungen unterhalten, sind entsprechende Abkommen getroffen worden, so daß der nahezu ganze Verkehr zwischen Deutschland und Skandinavien heute durch die Hand der Nordischen Gesellschaft geht.“

### „Volk ohne Raum“
Im Rahmen der NS Blut-und-Boden-Ideologie plante Lohse in seinem „Generalplan für die Landgewinnung in Schleswig-Holstein“ weit über die Gegenwart hinaus. In einem Zeitraum von zehn Jahren sollten rund 45 000 Morgen Land, d. h. gut 11 000 Hektar, eingedeicht werden. In den weit reichenden Planungen hatte Lohse die Vision, in 100 Jahren 43 neue Köge zu schaffen. Dass die Pläne für die Landgewinnung aus der Zeit der Weimarer Republik stammten, verschwiegen die Verantwortlichen dabei. Das Projekt sollte nach Möglichkeit als ein genuin nationalsozialistische Leistung erscheinen. In den Jahren 1933 und 1934 waren 8.000 Arbeitslose aus Dithmarschen, Kiel und Hamburg sowie 1.500 Männer des Reichsarbeitsdienstes mit Landgewinnungsarbeiten an der Westküste beschäftigt. Der 1933/1934 eingedeichte und zur Gemeinde Friedrichskoog gehörender Koog im südwestlichen Kreis Dithmarschen, der Adolf-Hitler-Koog, sollte zum Beispiel gezielt als eine Demonstration des „friedlichen Aufbauwillens“ des nationalsozialistischen Deutschlands präsentiert werden. Die Landgewinnungspläne dienten allerdings auch, unter dem Motto „Volk ohne Raum“, zur ideologischen Vorbereitung der kriegerischen Ausweitung des „Lebensraums“ im Zweiten Weltkrieg im Rahmen des Russlandfeldzuges ab 1941.

### Reichskommissar für das Ostland

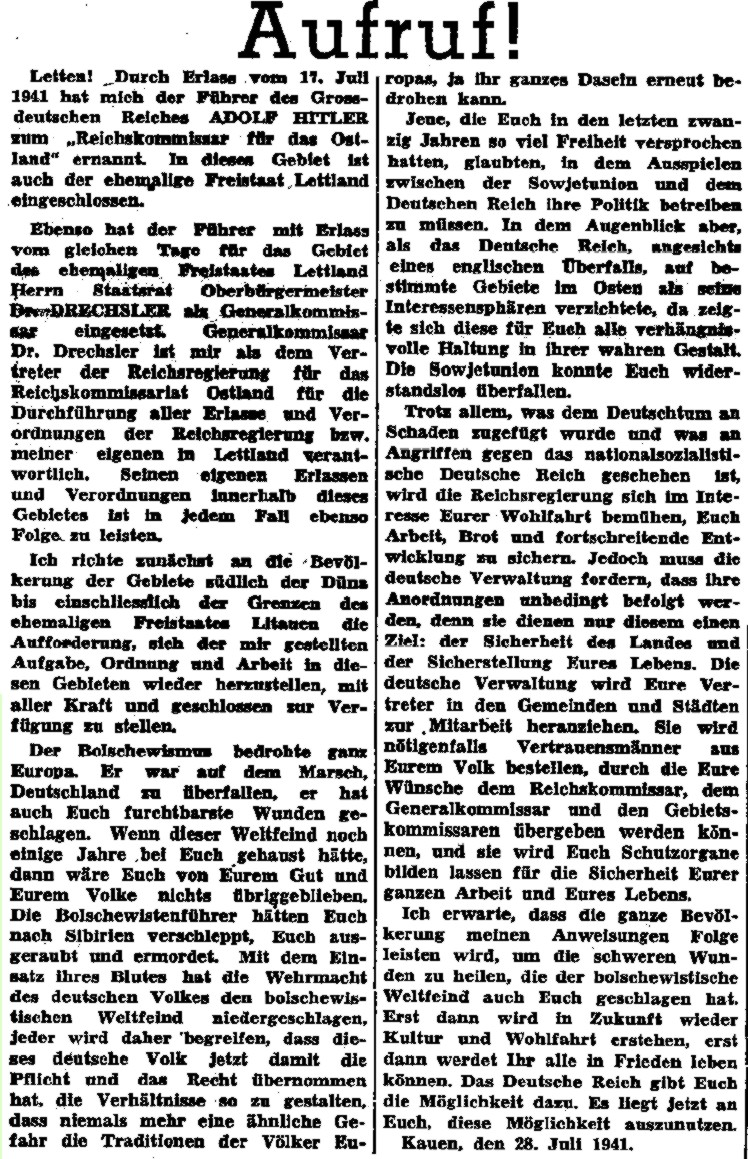
„Aufruf des Reichskommissars für das Ostland, Hinrich Lohses, an das lettische Volk“, unterzeichnet in Kauen (Kaunas) am 28. Juli 1941, gedruckt in der lettischen nationalistischen Zeitung Tevija vom 8. August 1941

#### Amtseinsetzung und Programm
Hinrich Lohse wurde im Zuge des Entstehungsprozesses des Reichsministeriums für die besetzten Ostgebiete (RMfdbO) bereits am 7. April 1941 in einer von Alfred Rosenberg verfassten Denkschrift als Reichskommissar vorgeschlagen. Rosenberg hatte diesen Vorschlag gegenüber Hitler durchsetzen können. Am 25. Juli 1941, gut einen Monat nach dem deutschen Überfall auf die Sowjetunion, wurde Hinrich Lohse zum Reichskommissar Ostland (Lettland, Litauen, Estland und Weißruthenien) ernannt. In dieser Position war er der oberste Chef der Zivilverwaltung vor Ort. Seine Dienststelle war in Riga, der ehemaligen Studienstadt von Rosenberg, auf der Adolf-Hitler-Straße (zuvor und heute: Brīvības iela (Freiheits-Straße)). Während der Nürnberger Prozesse hat Rosenberg nochmals angegeben, warum er Lohse für dieses Amt ausgewählt hatte. Er schrieb: „Lohse selbst schien mir behäbig genug, um dort nichts zu überstürzen und auch das persönliche Verhältnis schien eine gute Zusammenarbeit zu sichern. ‚Ich will nichts anderes sein, als dein politisches Echo‘, betonte er.“ Schon im August 1941 erließ Lohse die Vorläufigen Richtlinien für die Behandlung der Judenfrage, wobei Juden und „Mischlingen“ das Tragen des Judensterns verordnet, das Benutzen der Gehsteige und öffentlicher Verkehrsmittel sowie jeder Schulbesuch verboten und jüdisches Vermögen beschlagnahmt wurde. Aus diesem Anlass sahen Hans-Adolf Prützmann und Walther Stahlecker die „neuen Möglichkeiten zur Bereinigung der Judenfrage“ nicht ausgeschöpft.
Nach seiner Amtseinführung besetzte Lohse zunächst zahlreiche wichtige Posten mit ihm seit langem bekannten Gesinnungsfreunden aus Schleswig-Holstein. Insbesondere die Gebietskommissare rekrutierte er aus dem Kreis seiner Zöglinge. So z. B. Hermann Riecken. Das sog. Reichskommissariat Ostland wurde praktisch zur „Kolonie“ Schleswig-Holsteins.
Bereits im August 1941 brachte er zum Ausdruck, unter welchem Vorzeichen sein „ziviles“ politisches Programm vor Ort möglichst schnell umzusetzen sei, indem er von seinem Minister Alfred Rosenberg Anweisungen für die „Behandlung von Juden“ in seinem Gebiet forderte. Auf Dauer, so hieß es, sei ein Verbleib „der Juden“ im Ostland undenkbar und Deportationen ohne großes Aufsehen – entsprechend der politischen Anweisung des RMfdbO – seien nicht durchführbar. Deshalb schlug er dem RMfdbO vor, möglichst sofort mit „polizeilichen Maßnahmen“ gegen die dortigen jüdischen Bevölkerungsanteile zu beginnen. Der Brief macht deutlich, dass Lohse kurz nach seinem Amtsantritt möglichst frühzeitig in direkte Kooperation mit den Einsatzgruppen der Sicherheitspolizei und des SD vor Ort zu treten wünschte, was in der Folgezeit auch durchgängig geschah.

#### Beteiligung an Raubzügen
Hinrich Lohse hatte zügig deutlich gemacht, dass er der vom RMfdbO verfolgten Rassenideologie und den damit verbundenen Massenmorden an der jüdischen Bevölkerung in den besetzten Ostgebieten strikt folgte. Hinzu kam, dass er vom RMfdbO ebenso schnell in den organisatorischen Ablauf des Einsatzstab Reichsleiter Rosenberg (ERR) eingebunden wurde, der bis Kriegsende Raubzüge in ganz Europa durchführte. Am 20. August 1941 forderte Rosenberg Lohse in einem Brief dazu auf, ausdrücklich zu untersagen, dass irgendwelche Kulturgüter ohne Genehmigung des Reichskommissars von irgendwelchen Stellen fortgeführt werden. und teilte Lohse mit, dass Gerhard Utikal als Leiter des ERR mit der „Sicherstellung“ von Kulturgütern in der Sowjetunion beauftragt worden war. Somit beteiligten sich Lohse und Utikal in führenden Positionen, in Zusammenarbeit und zunächst in allgemeiner Geheimhaltung an den Raubzügen vor Ort, noch bevor Utikal am 2. Oktober 1941 den offiziellen Auftrag für derartige „Sicherstellungen“ erhielt.
Rosenbergs Forderung, dass die Raubzüge allgemein nicht ohne die Abstimmung mit Lohse erfolgen sollten, führte nur wenige Tage später zu Konflikten zwischen Lohse und der Militärverwaltung. So hielt Otto Bräutigam, Verbindungsmann des RMfdbO zum Auswärtigen Amt sowie zum Oberkommando der Wehrmacht (OKW) und Oberkommando des Heeres (OKH), am 24. September 1941 in seinem Tagebuch fest, dass eine „lange Aussprache mit Reichskommissar Lohse über seinen Konflikt mit dem Wehrmachtsbefehlshaber“ stattgefunden habe. Und als sich Bräutigam am 26. September 1941 im Führerhauptquartier (FHQ) in der „Wolfsschanze“ aufhielt, wurden ihm von Oberstleutnant Kurt von Tippelskirch Beschwerden des OKW gegen Hinrich Lohse vorgetragen. Am 11. Oktober 1941 nahm Hinrich Lohse an einer großen Sitzung mit Otto Bräutigam und Generalleutnant z.V. Walter Braemer teil. Der Konflikt zwischen Lohse und der Wehrmacht führte so weit, dass Lohse Generalleutnant Braemer öffentlich ohrfeigte.
Am 22. Oktober 1941 fuhr Reichsarbeitsführer Konstantin Hierl nach Riga, um sich mit Hinrich Lohse zu besprechen. Gegenstand des Gesprächs waren, wie Martin Vogt aus den überlieferten Quellen erschlossen hat, die Aktivitäten des ERR und Hitlers konkreter Wunsch nach einer Ausgestaltung des Museums im oberösterreichischen Linz, wo Teile der im Reichskommissariat Ostland erbeuteten Kulturgüter untergebracht werden sollten.

#### Beteiligung am Genozid
Ende 1941 zeichnete sich die Mitwirkung von Hinrich Lohse beim Holocaust immer deutlicher ab. Am 25. Oktober 1941 schrieb Erhard Wetzel, „Judensachbearbeiter“ in der Politischen Abteilung des RMfdbO unter Otto Bräutigam, einen Brief an Hinrich Lohse. Dieser Brief, der so genannte Gaskammerbrief, ist das früheste schriftliche Zeugnis, das die Verbindung zwischen der T4-Aktion und dem Genozid an der jüdischen Bevölkerung in Europa dokumentiert. Anlässe des Briefes waren, wie Wetzel schrieb, „sehr zahlreiche Erschießungen von Juden“ in Wilna. Ziel müsse es deshalb sein, eine geordnete Lösung jenseits der Öffentlichkeit durchzuführen, und Viktor Brack habe sich schon bereit erklärt, „bei der Herstellung der erforderlichen Unterkünfte [= Gaskammern] sowie der Vergasungsapparate mitzuwirken“. Nur zwei Tage später richtete im Reichskommissariat Ostland, in Sluzk, das Reserve-Polizei-Bataillon 11 unter den dortigen Juden ein Blutbad an. Der Kommandeur hatte den Auftrag erhalten, die Stadt „von Juden freizumachen“. Und am 31. Oktober 1941, als Hitler den Masseneinsatz russischer Kriegsgefangener in der deutschen Kriegswirtschaft anordnete, schrieb Georg Leibbrandt, Hauptabteilungsleiter der Politischen Abteilung im RMfdbO, an Reichskommissar Hinrich Lohse einen weiteren Brief, in dem es hieß: „Von Seiten des Reichs- und Sicherheitshauptamtes wird Beschwerde darüber geführt, dass der Reichskommissar Ostland Judenexekutionen in Libau untersagt habe. Ich ersuche in der betreffenden Angelegenheit um umgehenden Bericht. Im Auftrag gez. Dr. Leibbrandt“ 15 Tage später, am 15. November 1941, schickte Lohse ein Antwortschreiben an Leibbrandt. Darin ist zu lesen:

„Ich habe die wilden Judenexekutionen in Libau untersagt, weil sie in der Art ihrer Durchführung nicht zu verantworten waren. Ich bitte, mich zu unterrichten, ob Ihre Anfrage vom 31. Oktober als dahingehende Weisung aufzufassen ist, dass alle Juden im Ostland liquidiert werden sollen? Soll dieses ohne Rücksicht auf Alter und Geschlecht und wirtschaftliche Interessen (z. B. der Wehrmacht an Facharbeitern in Rüstungsbetrieben) geschehen? Selbstverständlich ist die Reinigung des Ostlandes von Juden eine vordringliche Aufgabe. Ihre Lösung muss aber mit den Notwendigkeiten der Kriegswirtschaft in Einklang gebracht werden. Weder aus den Anordnungen zur Judenfrage in der ‚Braunen Mappe‘ noch aus anderen Erlassen konnte ich bisher eine solche Weisung entnehmen.“

Das Schreiben macht deutlich, dass sich Hinrich Lohse zu diesem Zeitpunkt noch unsicher war, ob kriegswirtschaftliche Belange – hauptsächlich der Einsatz von Juden in der NS-Zwangsarbeit – überhaupt noch von Interesse sein sollten. Am 18. Dezember 1941 klärte Otto Bräutigam, der am 6. Oktober 1941 die Leitung der „Politischen Hauptabteilung“ des RMfdbO übernommen hatte, in einem Schreiben an Hinrich Lohse die diesbezügliche Unsicherheit:

„In der Judenfrage dürfte inzwischen durch mündliche Besprechungen Klarheit geschaffen sein. Wirtschaftliche Belange sollen bei der Regelung des Problems grundsätzlich unberücksichtigt bleiben. Im Übrigen wird gebeten, auftauchende Fragen unmittelbar mit dem Höheren SS- und Polizeiführer zu regeln. Im Auftrag gez. Bräutigam.“

Diese Mitteilung, nach der Lohse seinen Protest aufgab, erfolgte nur einige Tage nach der öffentlichen Bekanntgabe der Existenz des RMfdbO, das bis dahin von der allgemeinen Öffentlichkeit unbemerkt geblieben war. Am 12. November 1941 wurde erstmals öffentlich verkündet, dass das RMfdbO für die besetzten Ostgebiete zuständig sei und neben Erich Koch (der in der Ukraine als Reichskommissar eingesetzt war) auch Hinrich Lohse für das RMfdbO arbeiten würde. Der Grund für diese Offenlegung war, dass – wie Joseph Goebbels in sein Tagebuch schrieb – „die Ämter schon lange wahrgenommen“ worden seien.
Lohse war Anfang Dezember 1941 Augenzeuge des Massakers von Rumbula, als unter dem Kommando von Friedrich Jeckeln im Wald von Rumbula Tausende von lettischen Juden erschossen wurden.
Am 14. Februar 1942, nur wenige Tage nach der Wannsee-Konferenz und der ersten Nachfolgekonferenz im RMfdbO (31. Januar 1942), traf sich Hinrich Lohse mit Otto Bräutigam, der sich noch am selben Abend mit Gerhard Rose, dem Generalarzt der Reichsleitung und Initiator von verbrecherischen medizinischen Experimenten an KZ-Häftlingen, und Harald Waegner, dem Leiter der „Abteilung Gesundheitswesen und Volkspflege“ in Rosenbergs Ostministerium, unterhalten hatte.
Am 26. März 1942 tagte die Zivilverwaltung des Reichskommissariats Ostland unter Lohses Vorsitz. Nach allseitiger Auffassung müsse die Judenfrage gelöst werden. Es sei bedauerlich, dass das bisher eingeschlagene Verfahren (die Massenexekutionen an den Juden), „so sehr es auch eine politische Belastung“ darstelle, zunächst wieder aufgegeben worden sei. Der jetzige Zustand, dass den Juden zum Teil keinerlei Nahrungsmittel zugeteilt werde, sei keine Lösung. Generalkommissar Kube lege Wert darauf, dass „bei der Liquidierung korrekt vorgegangen“ werde.
Am 1. Mai 1942 traf Oberregierungsrat Friedrich Karl Vialon, abgeordnet vom Reichsfinanzministerium, in Riga ein. Vialon wurde in Lohses Dienststelle neuer Chef der Finanzabteilung, weil Lohse seinen Vorgänger für „nicht ostlandfähig“ hielt. Nur zwei Monate zuvor hatten Sicherheitspolizisten alle Mütter mit kleinen Kindern sowie die Alten, Gebrechlichen und Kranken aus Riga und Umgebung zur Vernichtung aussortiert. Hauptaufgabe von Vialon war in dieser Zeit die Vereinnahmung jüdischen Vermögens.
Am 31. Juli 1942 schrieb Wilhelm Kube, Generalkommissar für Weißruthenien, aus Minsk in einem Brief mit dem Betreff „Partisanenkampf und Judenaktion im Generalbezirk Weißruthenien“ an Hinrich Lohse: „Bei allen Zusammenstößen mit Partisanen in Weißruthenien hat es sich herausgestellt, daß das Judentum sowohl im ehemals polnischen Teil Hauptträger der Partisanenbewegung ist. Infolgedessen ist die Behandlung des Judentums in Weißruthenien … eine hervorragende politische Angelegenheit.“ Wer ohnehin als „Partisane“ zu gelten habe, hatte Heinrich Himmler bereits am 18. Dezember 1941 festgelegt, indem er in seinem Terminkalender notierte: „Judenfrage – als Partisanen ausrotten“.
Am 18. Juni 1943 schrieb Lohse in einem Brief an Rosenberg:

„Daß die Juden sonderbehandelt werden, bedarf keiner weiteren Erörterung. Daß dabei aber Dinge vorgehen, wie sie in dem Bericht des Generalkommissars [Kube] vom 1.6.43 vorgetragen werden, erscheint kaum glaubhaft. Was ist dagegen Katyn? Man stelle sich nur einmal vor, solche Vorkommnisse würden auf der Gegenseite bekannt und dort ausgeschlachtet!“

Kurz vor dem endgültigen Zerfall des NS-Regimes erkrankte Lohse. Am 21. September 1944 übergab Hitler Lohses Posten an Erich Koch, der bis dahin allein für das Reichskommissariat Ukraine zuständig war. Gleichzeitig teilte Hans Heinrich Lammers, Chef der Reichskanzlei, Rosenberg mit, dass er Koch „in seiner Entfaltung nicht behindern“ sollte.

## Strafverfolgung und Entnazifizierung
Nach dem Krieg verwiesen ehemalige Mitarbeiter des Ostministeriums auf gelegentliche Proteste gegen Massaker an den Juden. Jedoch „beklagten die Beamten weniger die Morde an sich als vielmehr die Art ihrer Ausführung.“
Am 6. Mai 1945 wurde Lohse durch Reichspräsident Karl Dönitz als Gauleiter und Oberpräsident von Schleswig-Holstein abgesetzt. Es wurde behauptet, dass er mit dem Gauleiter von Ostpreußen Erich Koch zusammen ein U-Boot verlangt habe, um sich nach Südamerika absetzen zu können. Am 25. Mai 1945 wurde er vom britischen Militär festgenommen. Im Herbst 1947 wurde Lohse nach Nürnberg überstellt und dort u. a. von Robert Kempner am 11. Dezember 1947 vernommen.
Im Januar 1948 wurde Hinrich Lohse, als ehemaliger „Reichskommissar für die besetzten Ostgebiete“ und „Mitwisser an der Massenvernichtung in den Gaskammern“, von der Spruchkammer Bielefeld zu zehn Jahren Haft und Vermögensentzug verurteilt. 1951 wurde er krankheitshalber aus dem Internierungslager Esterwegen entlassen.
Im Entnazifizierungsverfahren wurde Lohse vom Kieler Entnazifizierungsausschuss lediglich als Minderbelasteter in die Kategorie III eingestuft. Auch ein weiteres staatsanwaltschaftliches Ermittlungsverfahren gegen ihn wurde in der Folgezeit eingestellt. Angesichts der unverhältnismäßigen Milde, die diese strafrechtliche Einstufung – wie auch die zahlreicher anderer Nationalsozialisten – in der Entstehungsphase der noch jungen Bundesrepublik Deutschland zum Ausdruck bringt, zeigte sich partiell Empörung noch Jahrzehnte später. So bezeichneten beispielsweise im Jahre 2005 die Historiker Uwe Danker und Astrid Schwabe diese Einstufung angesichts des Genozids sowie der Führungsrolle Lohses in Schleswig-Holstein und im Reichskommissariat als „absurd“.
Im November 1951 erstritt sich Hinrich Lohse 25 Prozent seiner Pensionsansprüche, nachdem er Ende Oktober 1951 eine Klage gegen die Landesregierung von Schleswig-Holstein in Kiel eingereicht hatte. Der Grund war, dass Innenminister Paul Pagel die von der Spruchkammer bewilligten 25 Prozent seiner Oberpräsidenten-Pension erst dann auszahlen wollte, wenn der Bund seine Zustimmung gegeben habe. Die Gewährung einer Oberpräsidenten-Pension wurde auf Druck des schleswig-holsteinischen Landtages später widerrufen.
1961 musste Lohse im Koblenzer Prozess gegen Carl Zenner aussagen. 1967, also erst nach seinem Tod, wurde noch ein neuerliches Ermittlungsverfahren gegen ihn angestrengt.
Aufgrund des Einsatzes einer Bürgerinitiative beschlossen 2013 die Stadtverordneten von Nortorf, Lohses Ehrenbürgerschaft zugleich mit der Hitlers formal abzuerkennen.